# Stara Cisowa

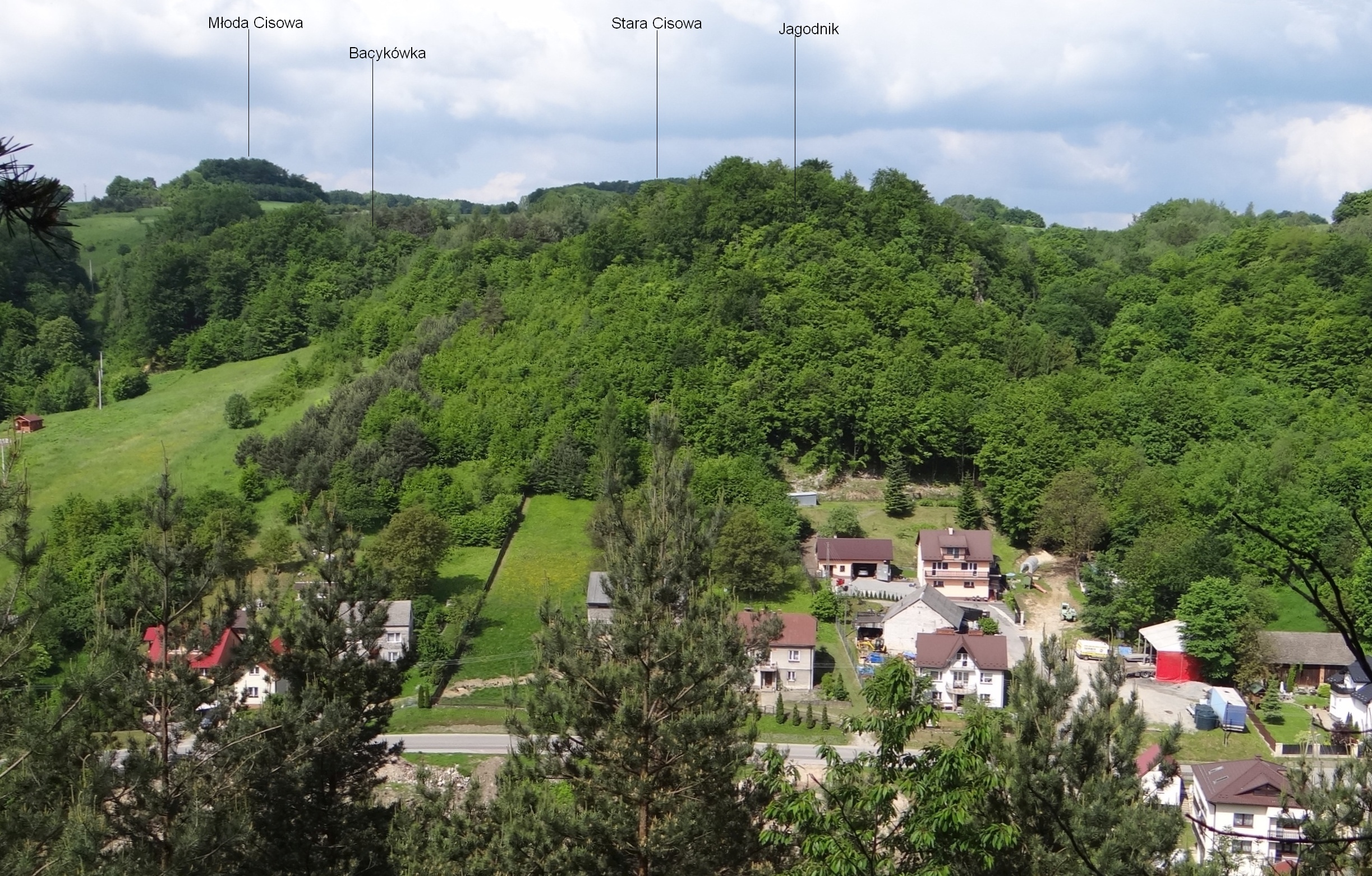
Widok z Brodła

Stara Cisowa lub Czyżowa Góra (475 m) – wzniesienie na Wyżynie Olkuskiej, w miejscowości Żary, w powiecie krakowskim, w gminie Krzeszowice, na obszarze Wyżyny Olkuskiej wchodzącej w skład Wyżyny Krakowsko-Częstochowskiej.
Znajduje się na wierzchowinie pomiędzy Doliną Szklarki i Doliną Racławki. Na północny wschód od Starej Cisowej wznosi się Babia Góra (461 m), na południe Młoda Cisowa (469 m). Stara Cisowa porośnięta jest lasem i z wszystkich stron otoczona polami uprawnymi. 